# Kúpiansk
Kúpiansk (en ucraniano: Куп'янськ; en ruso: Купянск) es una ciudad ucraniana perteneciente al óblast de Járkov. Situada en el noreste del país, es el centro del raión de Kúpiansk y del municipio (hromada) de homónimo. La ciudad también es el segundo cruce ferroviario más grande del óblast.

## Toponimia
Kúpiansk siempre ha sido considerada una ciudad comercial, de hecho, de ahí su nombre proviene de la palabra mercader (en ucraniano: Купець). En el pasado, el río Oskil estaba lleno de agua e incluso era navegable. Muchos comerciantes, navegando a lo largo de Kúpiansk, necesariamente se detuvieron aquí para descansar un poco y comerciar al mismo tiempo.
Aunque existe otra teoría sobre el origen del nombre de la ciudad de Kúpiansk. En la antigüedad, casi todo el territorio de la ciudad estaba cubierto de montículos de turba o, como también se los llama, montículos (en ucraniano: Купинами). De ahí viene el nombre de otro río, que se llama Kupianka.

## Geografía
Kúpiansk se encuentra a orillas del río Oskol (afluente del río Donets) y se divide en tres subpartes, conocidas como: Kúpiansk (parte principal de la ciudad), Kúpiansk-Vuzlovi (donde está la estación de tren) y Kivsharivka. Kúpiansk está a 124 km al sureste de Járkov y 40 km de la frontera con Rusia.

### Clima
| Parámetros climáticos promedio de Kupiansk (1981–2010) | Parámetros climáticos promedio de Kupiansk (1981–2010) | Parámetros climáticos promedio de Kupiansk (1981–2010) | Parámetros climáticos promedio de Kupiansk (1981–2010) | Parámetros climáticos promedio de Kupiansk (1981–2010) | Parámetros climáticos promedio de Kupiansk (1981–2010) | Parámetros climáticos promedio de Kupiansk (1981–2010) | Parámetros climáticos promedio de Kupiansk (1981–2010) | Parámetros climáticos promedio de Kupiansk (1981–2010) | Parámetros climáticos promedio de Kupiansk (1981–2010) | Parámetros climáticos promedio de Kupiansk (1981–2010) | Parámetros climáticos promedio de Kupiansk (1981–2010) | Parámetros climáticos promedio de Kupiansk (1981–2010) | Parámetros climáticos promedio de Kupiansk (1981–2010) |
| Mes                                                    | Ene.                                                   | Feb.                                                   | Mar.                                                   | Abr.                                                   | May.                                                   | Jun.                                                   | Jul.                                                   | Ago.                                                   | Sep.                                                   | Oct.                                                   | Nov.                                                   | Dic.                                                   | Anual                                                  |
| ------------------------------------------------------ | ------------------------------------------------------ | ------------------------------------------------------ | ------------------------------------------------------ | ------------------------------------------------------ | ------------------------------------------------------ | ------------------------------------------------------ | ------------------------------------------------------ | ------------------------------------------------------ | ------------------------------------------------------ | ------------------------------------------------------ | ------------------------------------------------------ | ------------------------------------------------------ | ------------------------------------------------------ |
| Temp. máx. media (°C)                                  | -1.7                                                   | -1.1                                                   | 5.1                                                    | 15.3                                                   | 22.3                                                   | 26.0                                                   | 28.1                                                   | 27.4                                                   | 20.9                                                   | 13.0                                                   | 4.4                                                    | -0.6                                                   | 13.3                                                   |
| Temp. media (°C)                                       | -4.5                                                   | -4.6                                                   | 0.8                                                    | 9.5                                                    | 15.9                                                   | 19.7                                                   | 21.7                                                   | 20.4                                                   | 14.5                                                   | 8.0                                                    | 1.2                                                    | -3.4                                                   | 8.3                                                    |
| Temp. mín. media (°C)                                  | -7.3                                                   | -7.8                                                   | -2.8                                                   | 4.1                                                    | 9.5                                                    | 13.7                                                   | 15.5                                                   | 13.8                                                   | 8.8                                                    | 3.6                                                    | -1.6                                                   | -6.1                                                   | 3.6                                                    |
| Precipitación total (mm)                               | 42.9                                                   | 41.4                                                   | 38.7                                                   | 34.7                                                   | 48.6                                                   | 73.6                                                   | 61.5                                                   | 39.7                                                   | 47.0                                                   | 43.8                                                   | 45.9                                                   | 45.0                                                   | 562.8                                                  |
| Días de precipitaciones (≥ 1.0 mm)                     | 9.5                                                    | 8.6                                                    | 8.1                                                    | 6.3                                                    | 7.1                                                    | 8.8                                                    | 7.0                                                    | 5.3                                                    | 7.0                                                    | 6.3                                                    | 7.1                                                    | 8.5                                                    | 89.6                                                   |
| Humedad relativa (%)                                   | 83.8                                                   | 81.2                                                   | 76.6                                                   | 65.4                                                   | 61.3                                                   | 65.2                                                   | 64.5                                                   | 64.4                                                   | 70.8                                                   | 77.1                                                   | 84.1                                                   | 85.2                                                   | 73.3                                                   |
| Fuente: World Meteorological Organization              |                                                        |                                                        |                                                        |                                                        |                                                        |                                                        |                                                        |                                                        |                                                        |                                                        |                                                        |                                                        |                                                        |

## Historia
Los primeros asentamientos en el territorio que ocupa la actual ciudad ya existían en la antigüedad. En las afueras de Kúpiansk se descubrieron asentamientos del Neolítico (v-iv milenios a. C.), se excavaron cuatro túmulos con enterramientos de la Edad del Bronce (ii milenio a. C.), se encontraron monedas romanas, árabes y bizantinas (siglos II, VIII y XI).
Kúpiansk se fundó a mediados del siglo XVII, cuando la Ucrania Libre fue colonizada intensamente por personas de la parte derecha de Ucrania, que escapaban de la opresión de los nobles polacos. Los documentos afirman que Kúpenko o Kúpchinka se estableció en 1655 en la forma de un típico asentamiento cosaco fortificado. La construcción de la iglesia aquí en 1662 muestra que en ese momento vivía un número significativo de personas en Kúpiansk.
A principios de la década de 1730, gracias al cese de las incursiones tártaras, aumentó el desarrollo económico de la ciudad. Kúpiansk tiene estatus de ciudad desde 1779 y desde 1780 pertenecía a la gobernación de Vorónezh hasta 1835. En el siglo XIX, la ciudad era el centro administrativo del uyezd de Kúpiansk en la Gobernación de Járkov. En 1871, funcionaba aquí un molino de aceite, una sebo de velas y tres fábricas de ladrillos. En 1872, sobre la base del departamento de mujeres de la escuela de Kúpiansk, se inauguró el instituto de mujeres de Kúpiansk. En 1895, la línea ferroviaria Balashov-Kúpiansk-Járkov, Járkov-Lisichansk pasó cerca de Kúpiansk y a finales de siglo, Kúpiansk se convirtió en un cruce ferroviario.
Durante la revolución de 1905, los habitantes de Kúpiansk participaron en la huelga política de toda Rusia de octubre de 1905. Después de la Revolución de Octubre de 1917 y durante la guerra civil rusa, el gobierno cambió de mano varias veces, hasta que el  27 de agosto de 1919, el Ejército Rojo tomó Kúpiansk y pasó a formar parte desde 1922 de la República Socialista Soviética de Ucrania.
Durante la Segunda Guerra Mundial, el gobierno de soviético de Ucrania fue evacuado de Kiev a Járkov y luego a Kúpiansk, que se consideró capital transitoria de Ucrania, hasta que fue ocupada la Alemania nazi del 24 de julio de 1942 al 3 de febrero de 1943. Durante el cuarto plan quinquenal (1946-1950), se reconstruyeron cerca de 34 000 m² de parques habitacionales, se realizaron importantes obras de mejoramiento y vegetación en la ciudad. En 1953, una fábrica de ladrillos y tejas, una fábrica de silicatos, una fábrica de cal, una fábrica de azúcar, una fábrica de mantequilla, una escuela técnica agrícola, un colegio, una escuela de veterinaria, una escuela de obstetricia.
Después de la declaración de Independencia de Ucrania, se equipó el puesto de aduanas ferroviarias de Kúpiansk de la Aduana de Járkov.
Hasta el 18 de julio de 2020, Kúpiansk fue una ciudad de importancia regional y centro del municipio de Kúpiansk. El raión se abolió en julio de 2020 como parte de la reforma administrativa de Ucrania, que redujo el número de raiones del óblast de Járkov a siete. El área del municipio se fusionó con raión de Kúpiansk.

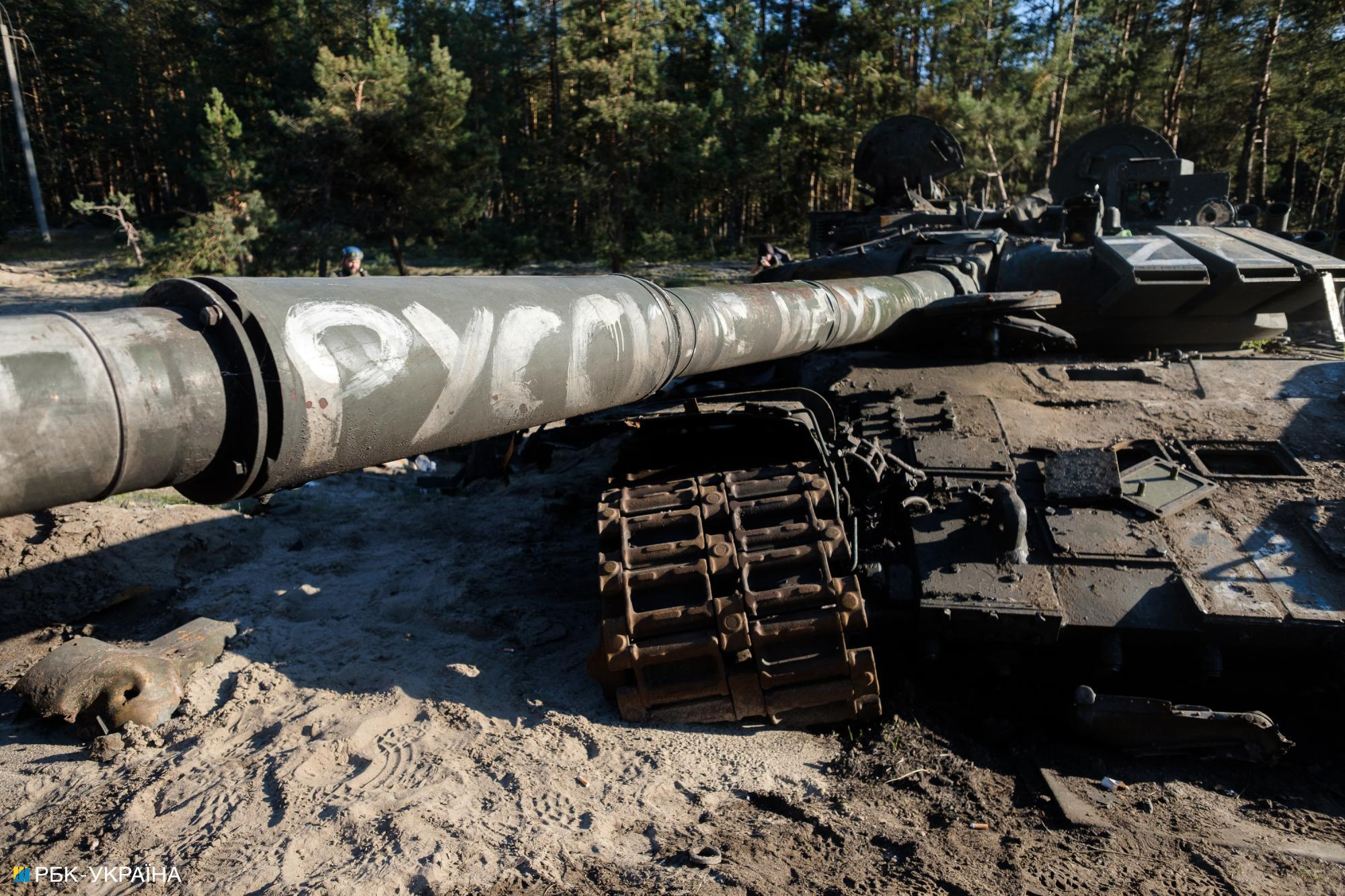
Tanque con el eslogan de Rúsich «Que vienen los rusos» (Русские идут) tras la liberación de Kúpiansk de las tropas rusas.

A raíz de la invasión rusa de Ucrania, Kúpiansk ha estado ocupada por las fuerzas rusas desde el 27 de febrero de 2022. Aunque el ejército ucraniano había destruido un puente ferroviario para frenar el avance enemigo tres días antes, el alcalde de Kúpiansk (Hennadiy Matsehora, miembro del partido Plataforma de Oposición-Por la Vida), entregó la ciudad al ejército ruso a cambio de un cese de hostilidades, ya que los rusos amenazaron con tomar Kúpiansk por la fuerza. Como resultado, el gobierno ucraniano acusó a Matsehora de traición al día siguiente y el 28 de febrero de 2022, Matsehora fue arrestado por las autoridades ucranianas. El 1 de marzo, los residentes de la ciudad organizaron una protesta pacífica, durante la cual izaron la bandera nacional de Ucrania cerca del edificio del ayuntamiento. Más tarde, Kúpiansk se convirtió en la sede de facto de la «Administración Militar y Civil de Járkov» respaldada por Rusia. El ejército ucraniano liberó la ciudad de las tropas rusas el 10 de septiembre. El 3 de marzo de 2023, las autoridades ucranianas ordenaron la evacuación de los civiles de la ciudad debido a los avances de las Fuerzas Armadas rusas alrededor de las localidades de Kupiansk y Bajmut.

## Demografía
La evolución de la población de Kúpiansk entre 1897 y 2022 fue la siguiente:
| 6893                                                          | 9952 | 15 109 | 20 961 | 25 644 | 30 055 | 33 860 | 35 001 | 32 449 | 30 014 | 26 627 |
| (Fuente: Cities & Towns of Ukraine y UKRAINE: Größere Städte) |      |        |        |        |        |        |        |        |        |        |

Según el censo de 2001, la lengua materna de la mayoría de los habitantes, el 78%, es el ucraniano; del 19,6% es el ruso.

## Economía
El 1 de enero de 2010, se registraron 7351 empresas y organizaciones en Kúpiansk, siendo el número de pequeñas empresas registradas de 156 y el número total de empresarios privados de 4119.

## Infraestructura

### Transporte
La carretera H26 conecta Kúpiansk con Járkov. La ciudad es un importante cruce ferroviario, el ferrocarril Járkov-Balashov y el ferrocarril Sumy-Jórlivka pasan por la ciudad, y también se ramifican de ellos el ferrocarril Kúpiansk-Sviatogirsk.

## Personas notables
- Vladímir Dudíntsev (1918-1998): escritor soviético en idioma ruso, disidente del régimen estalinista y ganador del Premio Nacional de Literatura de la URSS en plena perestroika.
- Liliya Kulik (1987): atleta ucraniana en la categoría de triple salto que compitió, entre otros, en los JJOO de 2008.
- Natalia Pohrebniak (1988): atleta ucraniana, especialista en la prueba de los relevos 4 × 100 m, con la que llegó a ser medallista de bronce mundial en 2011.

## Galería

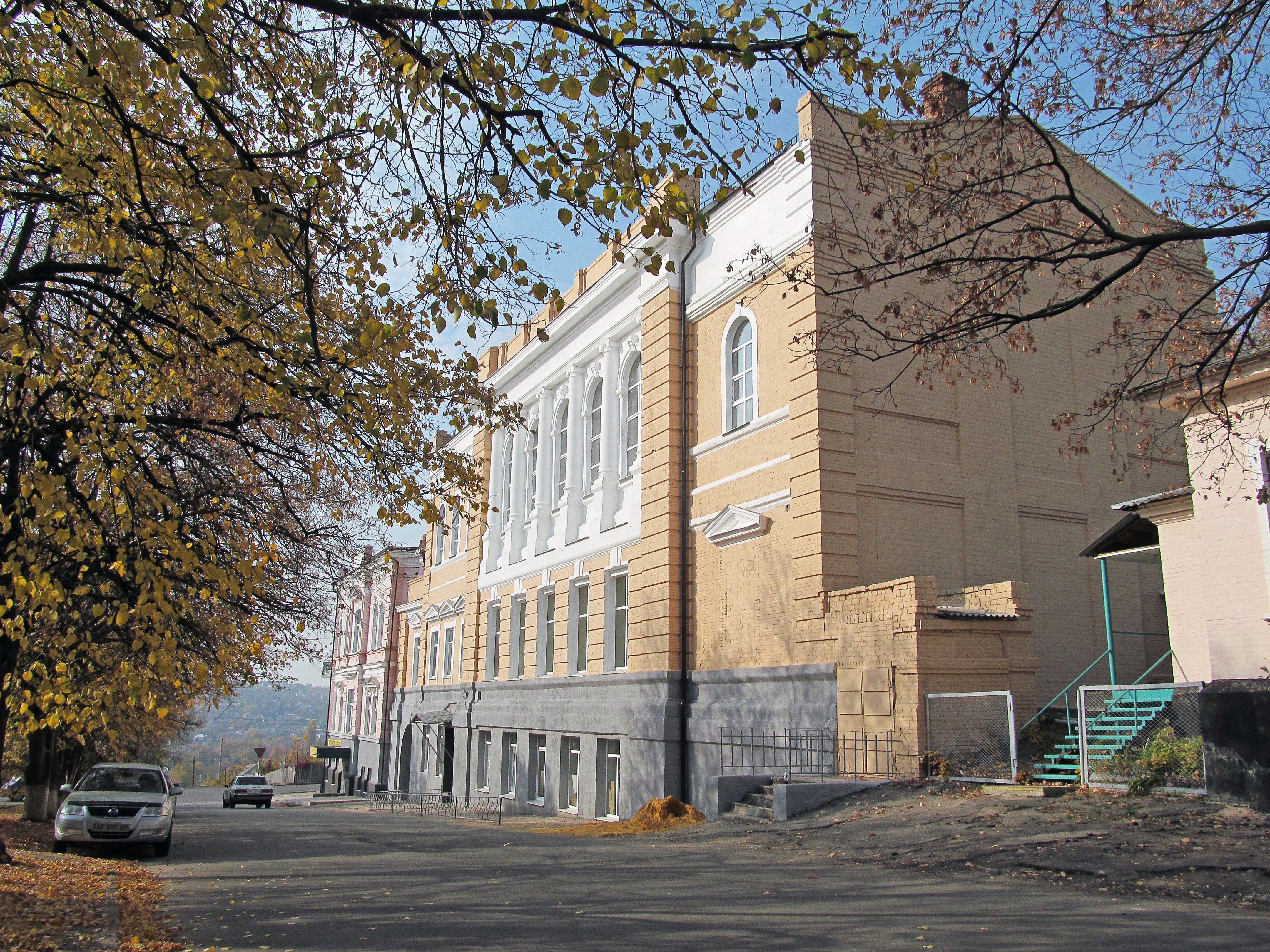
Casa de la cultura de Kúpiansk
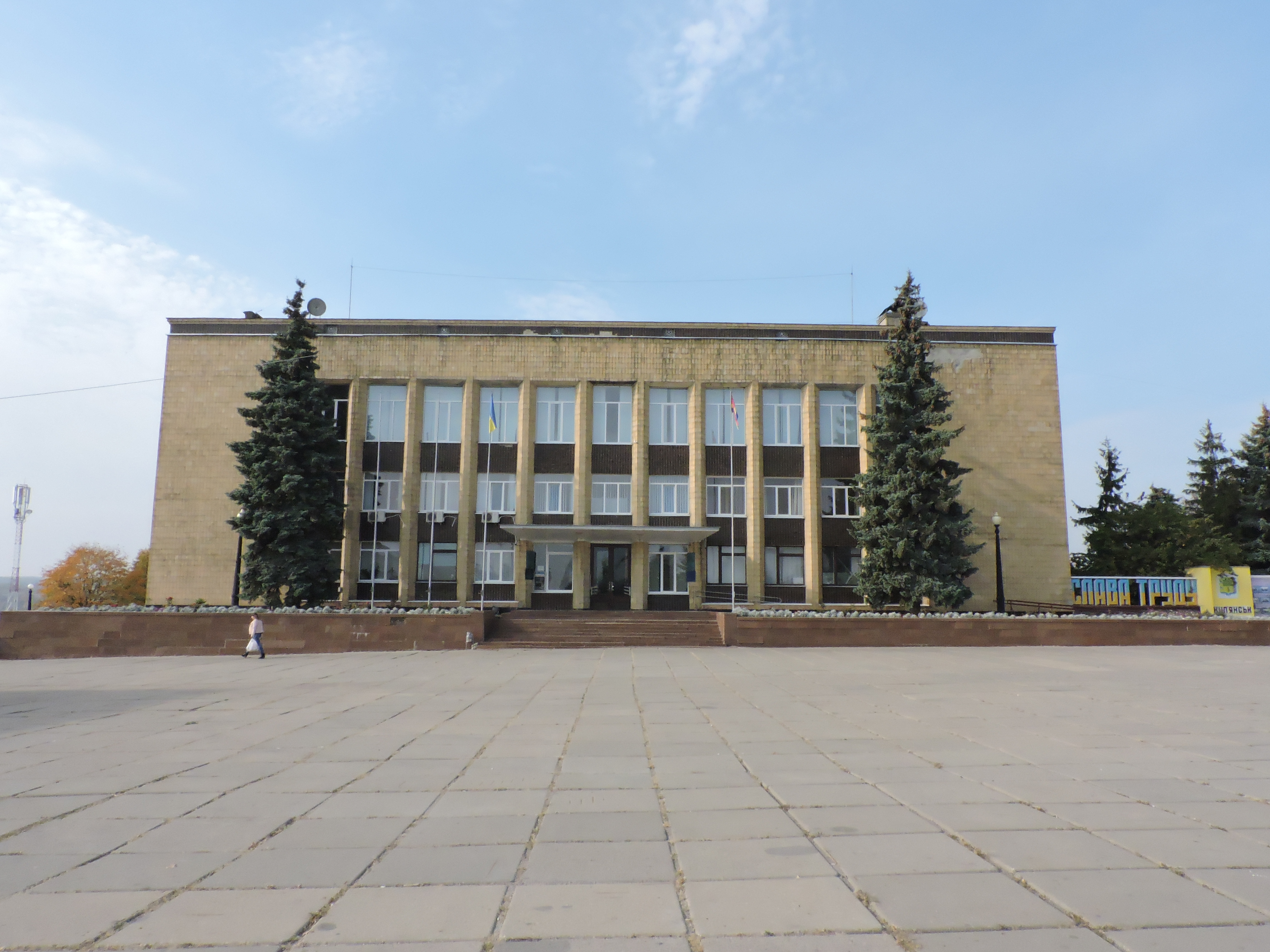
Edificio administrativo de la región de Kúpiansk
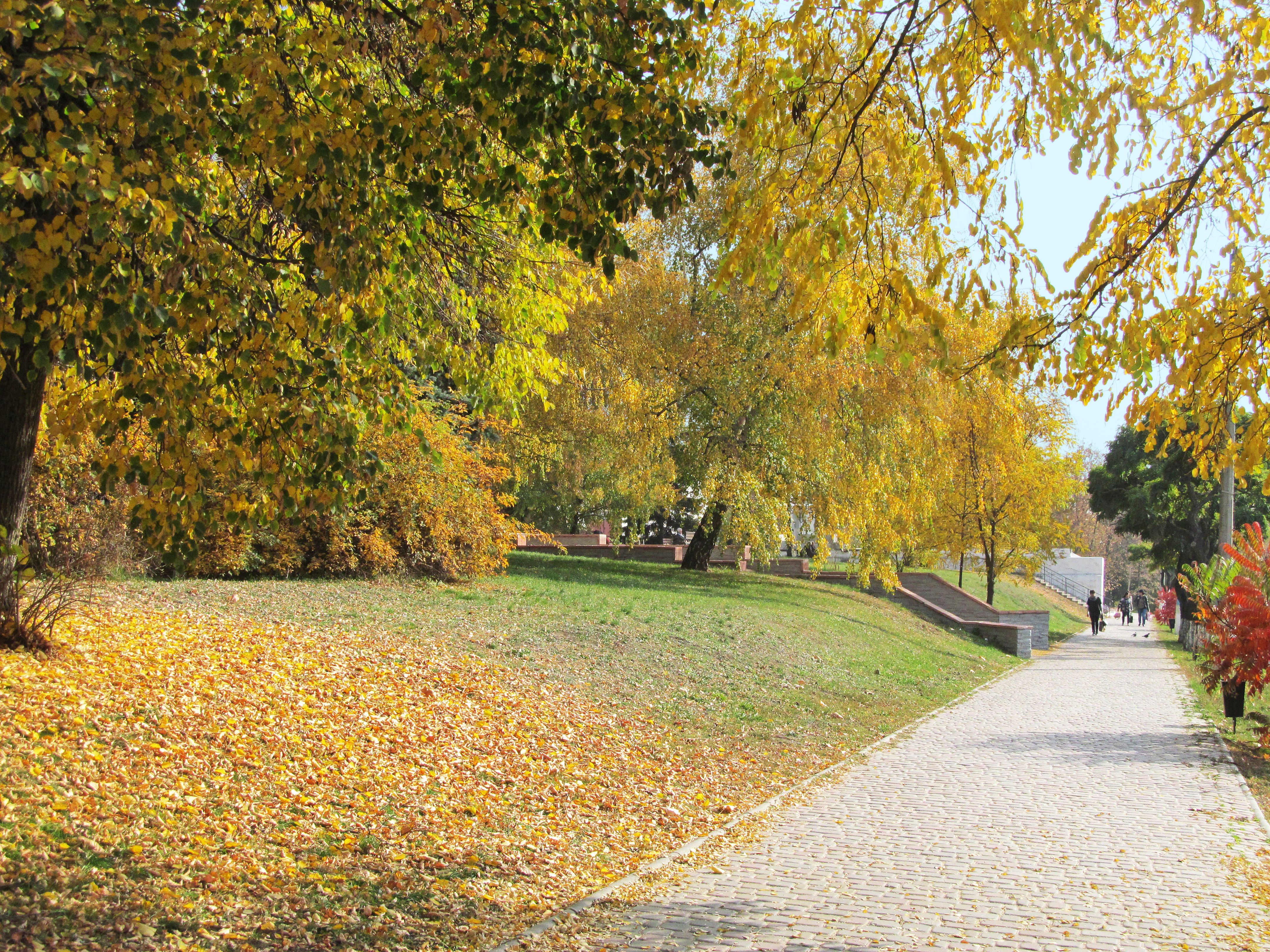
Parque en la calle Pérshoho Travnia
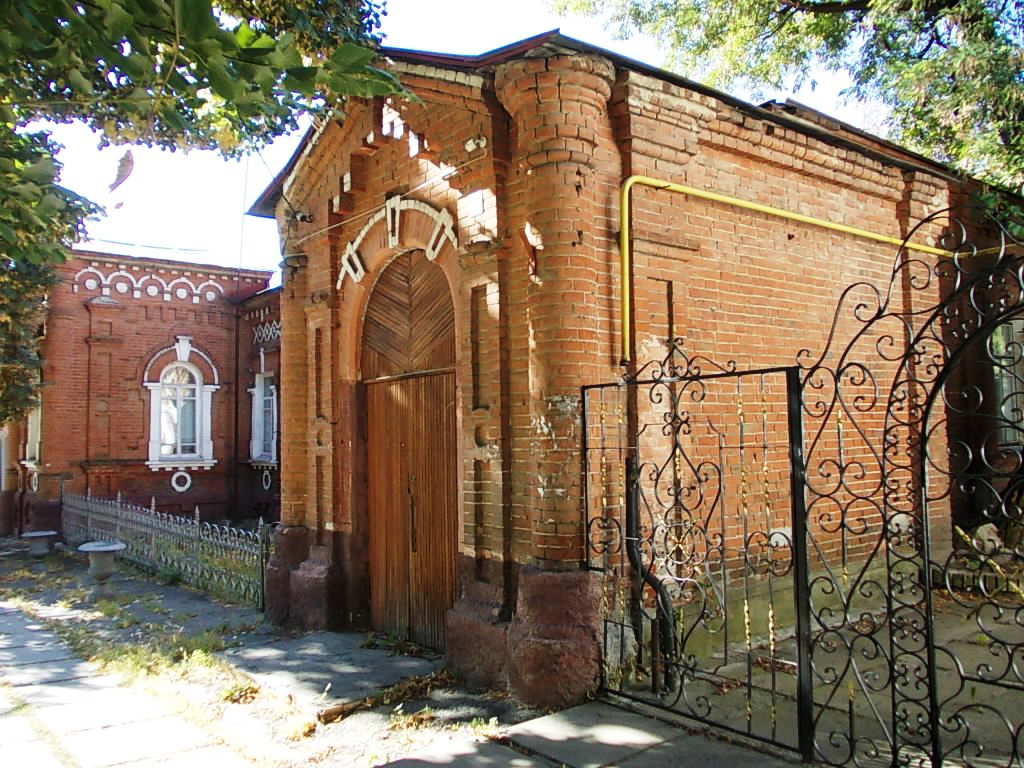
Edificio del cuartel general del 38º Ejército soviético
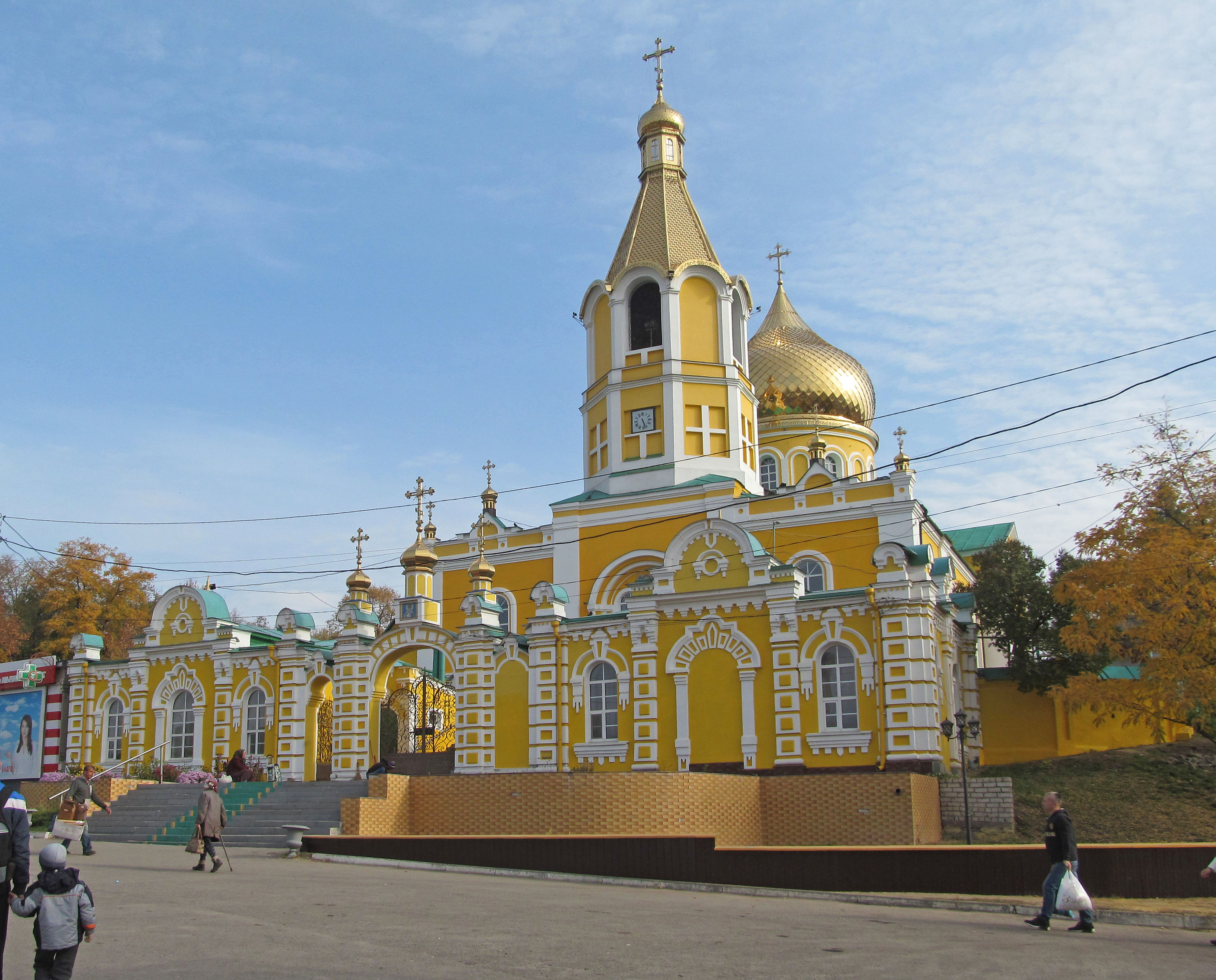
Iglesia de San Nicolás en Kúpiansk (1852)
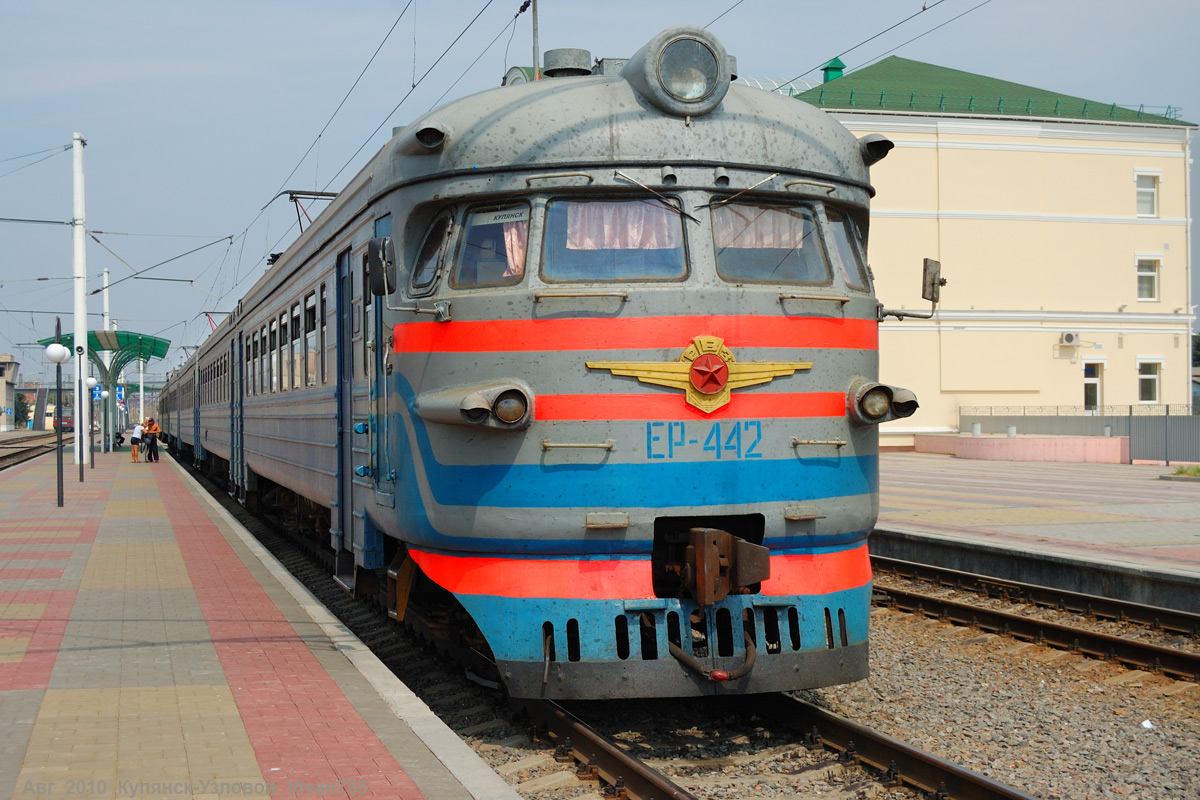
Estación de ferrocarril de Kúpiansk

## Ciudades hermanadas
Kúpiansk está hermanada con las siguientes ciudades:
- Pruszcz Gdański, Polonia.